# Певческие голоса
Существует множество систем классификации певческих голосов. Некоторые из них учитывают силу голоса, то есть то, как громко певец может петь; другие — насколько подвижен, виртуозен, отчётлив голос певца.
Чаще всего используется классификация, учитывающая диапазон голоса и пол певца. Даже руководствуясь только этими двумя критериями, можно получить множество разновидностей. Каждая группа голосов делится на более узкие подразделения.
| Женские голоса | Сопрано (высокий)       | Колоратурное               |
| Женские голоса | Сопрано (высокий)       | Лирико-колоратурное        |
| Женские голоса | Сопрано (высокий)       | Лирическое                 |
| Женские голоса | Сопрано (высокий)       | Лирико-драматическое       |
| Женские голоса | Сопрано (высокий)       | Драматическое              |
| Женские голоса | Меццо-сопрано (средний) | Высокое (лирическое)       |
| Женские голоса | Меццо-сопрано (средний) | Низкое (драматическое)     |
| Женские голоса | Контральто (низкий)     |                            |
| Мужские голоса | Тенор (высокий)         | Альтино                    |
| Мужские голоса | Тенор (высокий)         | Лирический (di grazia)     |
| Мужские голоса | Тенор (высокий)         | Меццо-характерный (spinto) |
| Мужские голоса | Тенор (высокий)         | Драматический (di forza)   |
| Мужские голоса | Баритон (средний)       |                            |
| Мужские голоса | Лирический              |                            |
| Мужские голоса | Драматический           |                            |
| Мужские голоса | Бас (низкий)            | Высокий (cantanto)         |
| Мужские голоса | Бас (низкий)            | Низкий (profundo)          |
| Мужские голоса | Бас (низкий)            | Октавист                   |

Существует также категория певцов-мужчин, поющих в диапазоне женского голоса. Этот тип голосов редок и используется в основном в опере. В музыке барокко многие роли были написаны для кастратов — певцов мужского пола, которым в мальчишеском возрасте была сделана операция кастрации для сохранения высокого, как у женщины, голоса. В современном вокальном исполнительстве эти роли может исполнять контратенор — певец, владеющий развитой техникой пения фальцетом.
Голос профессионального оперного певца — это две октавы полноценного однородного звучания со сглаженными регистровыми переходами. Кроме того, предполагается вверху и внизу диапазона некий «запас» возможностей примерно в пределах терции для более свободного взятия, удобства и естественности при исполнении предельных нот.
Детские голоса классифицируются вне зависимости от пола, только по диапазону: как у мальчиков, так и у девочек альт — низкий голос, сопрано — высокий голос. У мальчиков высокий голос называется также дискант. Альтом также называют взрослые голоса, соответствующие диапазонам контральто (низкий альт) и меццо-сопрано (высокий альт).